# ووشو در بازی‌های آسیایی
ووشو یکی از ورزش‌های بازی‌های آسیایی است که از بازی‌های آسیایی ۱۹۹۰ در پکن، چین در این مسابقات انجام می‌شود.

## دوره‌ها
| بازی‌ها | سال  | میزبان                    | برترین کشور |
| ------ | ---- | ------------------------- | ----------- |
| اول    | ۱۹۹۰ | پکن، چین                  | چین         |
| دوم    | ۱۹۹۴ | هیروشیما، ژاپن            | چین         |
| سوم    | ۱۹۹۸ | بانکوک، تایلند            | چین         |
| ۴ام    | ۲۰۰۲ | بوسان، کره جنوبی          | چین         |
| ۵ام    | ۲۰۰۶ | دوحه، قطر                 | چین         |
| ۶ام    | ۲۰۱۰ | گوانگ‌ژو، چین              | چین         |
| ۷ام    | ۲۰۱۴ | اینچئون، کره جنوبی        | چین         |
| ۸ام    | ۲۰۱۸ | جاکارتا–پالم‌بانگ، اندونزی | چین         |

## جدول مدال‌ها
| رتبه            | کشور            | طلا | نقره | برنز | مجموع |
| --------------- | --------------- | --- | ---- | ---- | ----- |
| ۱               | چین (CHN)       | ۶۳  | ۱۰   | ۴    | ۷۷    |
| ۲               | ایران (IRI)     | ۷   | ۹    | ۶    | ۲۲    |
| ۳               | کره جنوبی (KOR) | ۳   | ۷    | ۱۱   | ۲۱    |
| ۴               | مالزی (MAS)     | ۳   | ۱    | ۵    | ۹     |
| ۵               | هنگ کنگ (HKG)   | ۲   | ۱۱   | ۵    | ۱۸    |
| ۶               | ماکائو (MAC)    | ۲   | ۹    | ۴    | ۱۵    |
| ۷               | اندونزی (INA)   | ۲   | ۴    | ۶    | ۱۲    |
| ۸               | تایلند (THA)    | ۲   | ۳    | ۷    | ۱۲    |
| ۹               | ویتنام (VIE)    | ۱   | ۱۲   | ۱۴   | ۲۷    |
| ۱۰              | فیلیپین (PHI)   | ۱   | ۷    | ۱۱   | ۱۹    |
| ۱۱              | ژاپن (JPN)      | ۱   | ۷    | ۹    | ۱۷    |
| ۱۲              | چین تایپه (TPE) | ۱   | ۴    | ۱۴   | ۱۹    |
| ۱۳              | میانمار (MYA)   | ۱   | ۱    | ۳    | ۵     |
| ۱۴              | لائوس (LAO)     | ۰   | ۱    | ۶    | ۷     |
| ۱۴              | هند (IND)       | ۰   | ۱    | ۶    | ۷     |
| ۱۶              | قزاقستان (KAZ)  | ۰   | ۱    | ۳    | ۴     |
| ۱۷              | پاکستان (PAK)   | ۰   | ۱    | ۲    | ۳     |
| ۱۸              | ازبکستان (UZB)  | ۰   | ۱    | ۰    | ۱     |
| ۱۹              | سنگاپور (SGP)   | ۰   | ۰    | ۶    | ۶     |
| ۲۰              | مغولستان (MGL)  | ۰   | ۰    | ۳    | ۳     |
| ۲۱              | ترکمنستان (TKM) | ۰   | ۰    | ۲    | ۲     |
| ۲۲              | افغانستان (AFG) | ۰   | ۰    | ۱    | ۱     |
| ۲۲              | یمن (YEM)       | ۰   | ۰    | ۱    | ۱     |
| مجموع (۲۳ کشور) | مجموع (۲۳ کشور) | ۸۹  | ۹۰   | ۱۲۹  | ۳۰۸   |